# Drohiczyn (gmina)
Drohiczyn est une gmina mixte du powiat de Siemiatycze, Podlachie, dans le nord-est de la Pologne. Son siège est la ville de Drohiczyn, qui se situe environ 15 km à l'ouest de Siemiatycze et 87 km au sud-ouest de la capitale régionale Białystok.
La gmina couvre une superficie de 207,96 km2 pour une population de 6 815 habitants.

## Géographie
Outre la ville de Drohiczyn, la gmina inclut les villages d'Arbasy Duże, Arbasy Małe, Bryki, Bujaki, Bużyski, Chechłowo, Chrołowice, Chutkowice, Klepacze, Kłyzówka, Koczery, Lisowo, Lisowo-Janówek, Łopusze, Milewo, Miłkowice-Janki, Miłkowice-Maćki, Miłkowice-Paszki, Miłkowice-Stawki, Minczewo, Narojki, Obniże, Ostrożany, Przesieka, Putkowice Nagórne, Rotki, Runice, Sady, Siekierki, Sieniewice, Skierwiny, Śledzianów, Smarklice, Smorczewo, Sytki, Tonkiele, Wierzchuca Nadbużna, Wierzchuca Nagórna, Wólka Zamkowa et Zajęczniki.
La gmina borde les gminy de Grodzisk, Jabłonna Lacka, Korczew, Perlejewo, Platerów, Repki et Siemiatycze.